# Michael Kardos
Pour les articles homonymes, voir Kardos (homonymie).
Michael Kardos est un écrivain américain, auteur de roman policier. 

## Biographie
Il fait des études musicales à l'université de Princeton et joue de la batterie de manière professionnelle pendant plusieurs années. Il poursuit ensuite des études littéraires à l'université d'État de l'Ohio et à l'université d'État du Missouri. Il est professeur agrégé d'anglais et codirecteur du programme d'écriture créative à l'université d'État du Mississippi.
Il amorce une carrière d'écrivain par la publication de nouvelles dans plusieurs magazines, dont The Southern Review, Crazyhorse et Harvard Review. Avec ses nouvelles et le recueil One Last Good Time, il est lauréat du Mississippi Institute of Arts and Letters Award for Fiction 2012 et du prix Pushcart 2015.
En 2012, il publie son premier roman, Une affaire de trois jours (The Three-Day Affair) apparaît sur la liste des meilleurs livres 2012 avec une critique élogieuse « The Three-Day Affair never stops roaring, the pages blurring by, dangerously accelerating » de la revue Esquire. 
En 2015, paraît son deuxième roman, Avant de la retrouver (Before He Finds Her) qui reçoit également des critiques positives de plusieurs magazines, notamment Publishers Weekly, The Clarion-Ledger (en)et Irish Independent.

## Œuvre

### Romans
- The Three-Day Affair (2012) Publié en français sous le titre Une affaire de trois jours, Paris, Gallimard, coll. « Série noire » (2014)  (ISBN 978-2-07-014021-3)
- Before He Finds Her (2015) Publié en français sous le titre Avant de la retrouver, Paris, Gallimard, coll. « Série noire » (2017)  (ISBN 978-2-07-014953-7)
- Bluff (2018)

### Recueil de nouvelles
- One Last Good Time (2010)

### Autre ouvrage
- The Art and Craft of Fiction: A Writer's Guide (2012)

## Prix et distinctions

### Prix
- Mississippi Institute of Arts and Letters award for fiction 2012 pour One Last Good Time[5]
- Prix Pushcart 2015[6]